# Their Satanic Majesties Request
Their Satanic Majesties Request is een album van de Engelse rockband The Rolling Stones, uit 1967.
De leden van de band, die experimenteerde met heroïne en andere genotsmiddelen, zeiden de blues en rock-'n-roll tijdelijk vaarwel en maakten hun eerste en tevens laatste psychedelische album. Het album is vaak genoemd als het antwoord van de Rolling Stones op Sgt. Pepper's Lonely Hearts Club Band van The Beatles maar het uitstapje werd niet door alle fans gewaardeerd. Naast de van het album getrokken single "She's a Rainbow" / "2000 Light Years From Home" bevat het album het acceptabele debuut van Bill Wyman "In Another Land". Over de kwaliteit van de op Afrikaanse beat gebaseerde psychedelische sessie "Sing This All Together (See What Happens)" zullen de fans het nooit eens worden.

## Platenhoes
Op de albumhoes zitten de vijf bandleden in een sprookjesachtig landschap, gekleed in tovenaarskleding. De originele hoes is driedimensionaal: als je de hoes op een andere manier in het licht houdt wordt de foto waziger en draaien de verschillende bandleden naar elkaar toe, behalve Mick Jagger die zijn armen gekruist houdt. Ook zijn in dit geval de hoofden van de vier Beatles te zien. Het materiaal voor deze driedimensionale hoes was echter erg duur waardoor het album verder alleen met deze hoes uitgebracht is in de jaren 80. Mede door de hoes wordt het album vaak gezien als een poging om iets dergelijks als Sgt. Pepper's Lonely Hearts Club Band te maken. De hoes is uitklapbaar. In de uitklaphoes is een verzameling van beelden van schilderijen te zien. Ook is er een doolhof te zien waarbij het onmogelijk is om in het midden te geraken (waar in het groot 'IT'S HERE' geschreven staat).

## Inhoud
Alle nummers zijn geschreven door Mick Jagger en Keith Richards behalve het door Bill Wyman geschreven "In Another Land".
1. Sing This All Together – 3:46
2. Citadel – 2:50
3. In Another Land (Bill Wyman) – 3:15
4. 2000 Man – 3:07
5. Sing This All Together (See What Happens) – 8:33
6. She's a Rainbow – 4:35
7. The Lantern – 4:23
8. Gomper – 5:08
9. 2000 Light Years from Home – 4:45
10. On with the Show – 3:39

## Bezetting

### The Rolling Stones
- Mick Jagger - zang, slagwerk
- Keith Richards - elektrische gitaar, elektrische bas, achtergrondzang, akoestische gitaar
- Brian Jones - orgel, mellotron, blokfluit, hakkebord, concert harp, achtergrondzang, slagwerk
- Charlie Watts - drums, slagwerk
- Bill Wyman - bas, zang, achtergrondzang, slagwerk

### Overige muzikanten
- Nicky Hopkins - piano, orgel, harpklavier
- Eddie Kramer - slagwerk
- Ronnie Lane - achtergrondzang
- John Lennon en Paul McCartney -zang
- Steve Marriott - achtergrondzang, akoestische gitaar
- Anita Pallenberg - zang

## Hitlijsten
Album
| Jaar | Hitlijst             | Notering |
| ---- | -------------------- | -------- |
| 1968 | UK Albums Chart      | 3        |
| 1968 | Billboard Pop Albums | 2        |

Singles
| Jaar | Single          | Hitlijst              | Notering |
| ---- | --------------- | --------------------- | -------- |
| 1967 | In Another Land | The Billboard Hot 100 | 87       |
| 1968 | She's a Rainbow | The Billboard Hot 100 | 25       |

## Trivia
- Op de single We Love You zingen John Lennon en Paul McCartney mee. Deze staat niet op het album, maar werd in dezelfde sessies opgenomen.
- Het einde van het nummer In Another Land bevat een opname van een snurkende Bill Wyman.
- Het album werd in Zuid-Afrika uitgebracht met de titel: "The Stones are Rolling" vanwege het woord "Satanic" in de titel.[1]